# To jest rozrywka! III
To jest rozrywka! III – kompilacja musicali stworzona przez Metro-Goldwyn-Mayer z okazji 70. rocznicy powstania studia. Sequel filmów To jest rozrywka! oraz To jest rozrywka! II.

## Wystąpili
- Fred Astaire
- Lucille Ball
- Jack Benny
- Ingrid Bergman
- Ray Bolger
- Lucille Bremer
- Jack Buchanan
- Billie Burke
- Joan Crawford
- Arlene Dahl
- Marion Davies
- Gloria DeHaven
- Marlene Dietrich
- Marion Davies
- Doris Day
- Marie Dressler
- Jimmy Durante
- Buddy Ebsen
- Nelson Eddy
- Cliff Edwards
- Vera-Ellen
- Nanette Fabray
- Greta Garbo
- Ava Gardner
- Judy Garland
- Betty Garrett
- Greer Garson
- Paulette Goddard
- Dolores Gray
- Kathryn Grayson
- Jean Harlow
- Katharine Hepburn
- Louis Jourdan
- Buster Keaton
- Hedy Lamarr
- Angela Lansbury
- Vivien Leigh
- Oscar Levant
- Carole Lombard
- Myrna Loy
- Jeanette MacDonald
- Joan McCracken
- Ray McDonald
- Carmen Miranda
- Marilyn Monroe
- Ricardo Montalbán
- Polly Moran
- Jules Munshin
- George Murphy
- Donald O’Connor
- Janis Paige
- Eleanor Powell
- Jane Powell
- Elvis Presley
- Luise Rainer
- Ginger Rogers
- Norma Shearer
- Frank Sinatra
- Ann Sothern
- Lana Turner
- Nancy Walker
- Flormari Ponce
- Robert Young
- Mickey Rooney

## Numery musicalowe
- Here's to the Girls – Fred Astaire z filmu Rewia na Broadwayu 1946
- My Pet Song – The Five Locest Sisters z filmu The Five Locest Sisters 1928
- Singin' in the Rain (Finał) – Cliff Edwards oraz Orkiestra MGM z Chórem z filmu Hollywood Revue 1929
- The Lockstep – Two Twins Sisters z filmu March of Time 1930
- Clean as a Whistle – Orkiestra MGM z Chórem z filmu Meet the Baron 1933
- Ah, Sweet Mystery – Jeanette MacDonald / Nelson Eddy z filmu Kapryśna Marietta 1935
- Hollywood Party – Orkiestra MGM z Chórem z filmu Tu rządzi humor 1934
- Follow in my Footsteps – Eleanor Powell / Robert Taylor / George Murphy / Orkiestra MGM z Chórem z filmu Broadway Melody of 1938 1937
- Fascinating Rhythm – Eleanor Powell / Orkiestra MGM z Chórem z filmu Lady be Good 1941
- Good Morning – Mickey Rooney / Judy Garland z filmu Babes in Arms 1939
- Ten Percent Off – Jimmy Durante / Esther Williams z filmu This Time For Keeps
- Tom and Jerry fame – Esther Williams z filmu Dangerous when Wet 1953
- Finale of Bathing Beauty – Esther Williams z filmu Ślicznotki w kąpieli 1944
- Cleopatterer – June Allyson z filmu Burzliwe życie Kerna 1946
- The Three B's – June Allyson / Gloria DeHaven / Orkiestra MGM z Chórem z filmu Best Foot Forward 1943
- My Heart Sings – Kathryn Grayson z filmu Podnieść kotwicę 1945
- Shakin’ the Blues Away – Ann Miller / Orkiestra MGM z Chórem z filmu Parada wielkanocna 1948
- Pass That Peace pipe – Joan MaCackern / Ray McDonald z filmu Good News 1947
- On The Town – Gene Kelly / Frank Sinatra / Ann Miller / Vera-Ellen z filmu Na przepustce 1949
- Baby, You Knock me out – Cyd Charisse / Orkiestra MGM z Chórem z filmu Zawsze jest piękna pogoda 1955
- Ballin' The Jack – Judy Garland / Gene Kelly z filmu Dla mnie i mojej dziewczyny 1942
- Dance with Squeaky Newspaper – Gene Kelly z filmu Summer Stock 1950
- Slaughter on 10th Avenue – Vera-Ellen / Gene Kelly / Orkiestra MGM z Chórem z filmu Słowa i muzyka 1948
- An American in Paris Ballet – Gene Kelly / Leslie Caron z filmu Amerykanin w Paryżu 1951
- Fit as a Fiddle – Gene Kelly / Donald O’Connor z filmu Deszczowa piosenka 1952
- The Heather on the Hill – Gene Kelly / Cyd Charisse z filmu Brigadoon 1954
- You Are my Lucky Star – Debbie Reynolds z filmu Deszczowa piosenka 1952
- You Stepped Out with the Dream – Tony Martin / Orkiestra MGM z Chórem z filmu Kulisy wielkiej rewii 1941
- A Lady Loves – Debbie Reynolds / Orkiestra MGM z Chórem z filmu I Love Melvin 1953
- Thanks a Lot But No Thanks – Dolores Gray z filmu Zawsze jest piękna pogoda 1955
- Two Faced Women – Joan Crawford / Orkiestra MGM z Chórem z filmu The Torch Song 1953
- Ma ma – Mickey Rooney z filmu Laski na Broadwayu 1941
- Where or When – Lena Horne z filmu Słowa i muzyka 1948
- Just One of Those Things – Lena Horne z filmu Panama Hattie 1942
- Ain't it the Truth – Lena Horne z filmu Cabin in the Sky 1943
- Can't Help Lovin' Dat Man – Ava Gardner z filmu Statek komediantów 1951
- Can't Help Lovin' Dat Man – Lena Horne z filmu Burzliwe życie Kerna 1946
- I'm an Indian Too – Judy Garland z filmu Rekord Annie 1950
- I Wish I Were In Love Again – Judy Garland / Mickey Rooney z filmu Słowa i muzyka 1948
- Swing Mr Mendelssohn – Judy Garland / Orkiestra MGM z Chórem z filmu Everybody Sing 1938
- In Between – Judy Garland z filmu Andy Hardy zakochany 1938
- Follow the Yellow Brick Road – Judy Garland / The Munchkins z filmu Czarnoksiężnik z Oz 1939
- You're Off to See the Wizard – The Munchkins z filmu Czarnoksiężnik z Oz 1939
- Somewhere Over the Rainbow – Judy Garland z filmu Czarnoksiężnik z Oz 1939
- How About You – Judy Garland / Mickey Rooney z filmu Laski na Broadwayu 1941
- Minnie z filmu Tridend – Judy Garland / Orkiestra MGM z Chórem z filmu Kulisy wielkiej rewii 1941
- Who – Judy Garland z filmu Burzliwe życie Kerna 1946
- March of the Doagies – Judy Garland / Ray Bolger / Orkiestra MGM z Chórem z filmu Dziewczęta Harveya 1946
- Get Happy – Judy Garland z filmu Summer Stock 1950
- Mr Mononty – Judy Garland z filmu Parada wielkanocna 1948
- It Only Happens When I Danced with You – Fred Astaire / Ann Miller z filmu Parada wielkanocna 1948
- Drum Crazy – Fred Astaire z filmu Parada wielkanocna 1948
- The Girl Hunter – Fred Astaire / Cyd Charisse z filmu Wszyscy na scenę 1953
- Swing Trot – Fred Astaire / Ginger Rogers /Orkiestra MGM z Chórem z filmu Przygoda na Broadwayu 1949
- I Wanna be a Dancin' Man – Fred Astaire
- Anything You Can Do – Betty Hutton / Howard Keel z filmu Rekord Annie 1950
- Stereophonic Sound – Fred Astaire / Janis Paige z filmu Jedwabne pończoszki 1957
- Shakin’ the Blues Away – Doris Day / Orkiestra MGM z Chórem z filmu Kochaj albo odejdź 1956
- Jailhouse Rock – Elvis Presley z filmu Więzienny rock 1957
- Gigi – Louis Jourdan z filmu Gigi 1958
- That's Entertainment – Fred Astaire / Cyd Charisse / Orkiestra MGM z Chórem z filmu Wszyscy na scenę 1953